# 2807 Карл Маркс
2807 Карл Маркс (2807 Karl Marx) — астероїд головного поясу, відкритий 15 жовтня 1969 року.
Тіссеранів параметр щодо Юпітера — 3,290.
Названо на честь німецького філософа Карла Маркса